# جيمس لي باريت
جيمس لي باريت (بالإنجليزية: James Lee Barrett)‏ هو منتج أفلام وكاتب سيناريو أمريكي، ولد في 19 نوفمبر 1929 في تشارلوت في الولايات المتحدة، وتوفي في 15 أكتوبر 1989 في كاليفورنيا في الولايات المتحدة بسبب سرطان.

## وصلات خارجية
- جيمس لي باريت على موقع IMDb (الإنجليزية)
- جيمس لي باريت على موقع أول موفي (الإنجليزية)
- جيمس لي باريت على موقع قاعدة بيانات برودواي على الإنترنت (الإنجليزية)
- جيمس لي باريت على موقع قاعدة بيانات الفيلم (الإنجليزية)